# Vismeistri
Vismeistri is een subdistrict of wijk (Estisch: asum) binnen het stadsdistrict Haabersti in Tallinn, de hoofdstad van Estland. De wijk telde 1.967 inwoners op 1 januari 2020. In deze wijk was vroeger de ‘vismeester’ (Duits: Fischmeister) van Reval (Tallinn) gevestigd, die namens de Duitse Orde toezicht hield op de visvangst en zorgde voor de distributie van vis in de vastentijd en in tijden van schaarste.
De wijk grenst vanaf het noorden met de wijzers van de klok mee aan de wijken Kakumäe, Õismäe en Pikaliiva, de gemeente Harku en de wijk Tiskre.

## Bijzonderheden

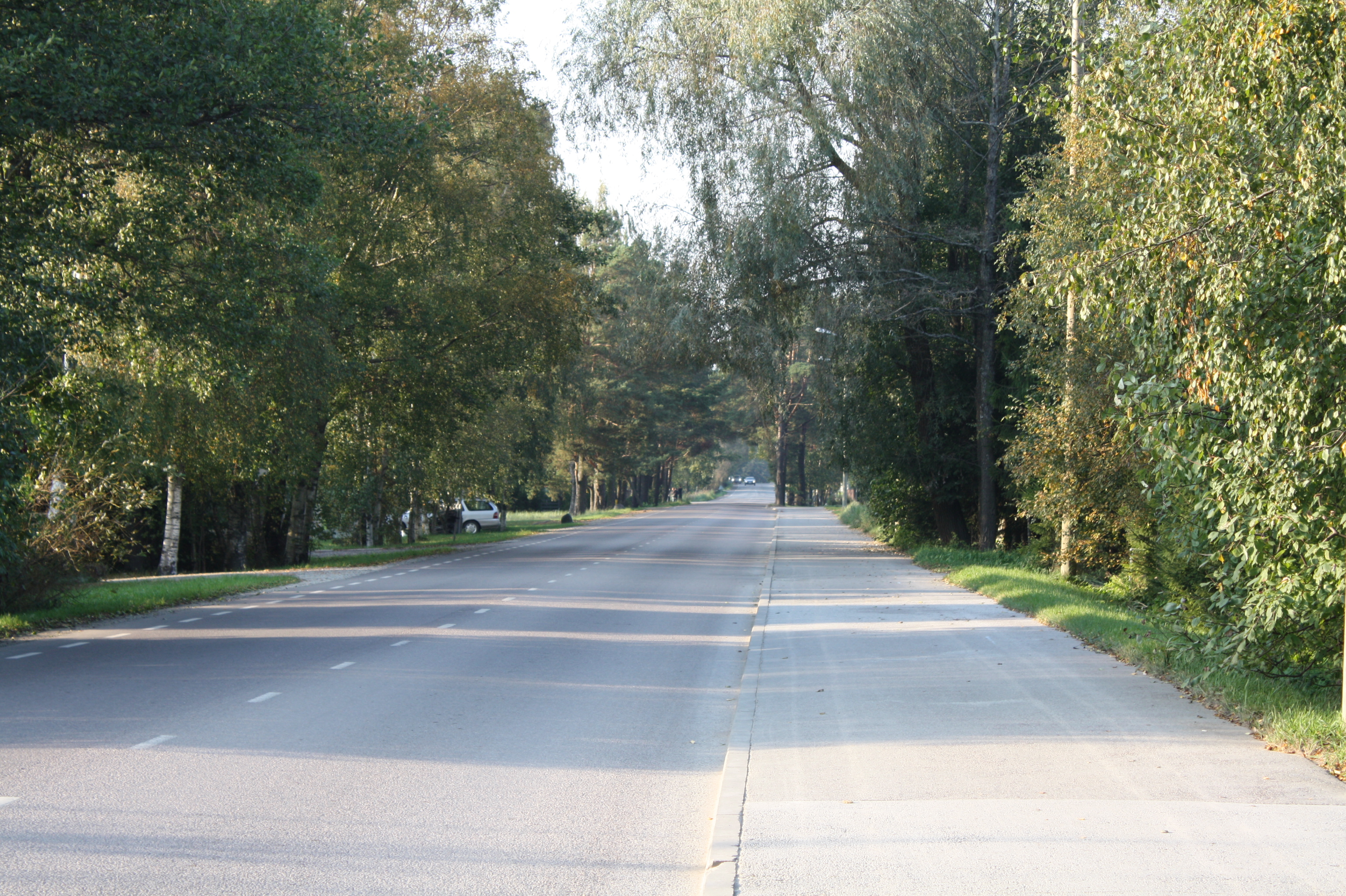
Weg in Vismeistri

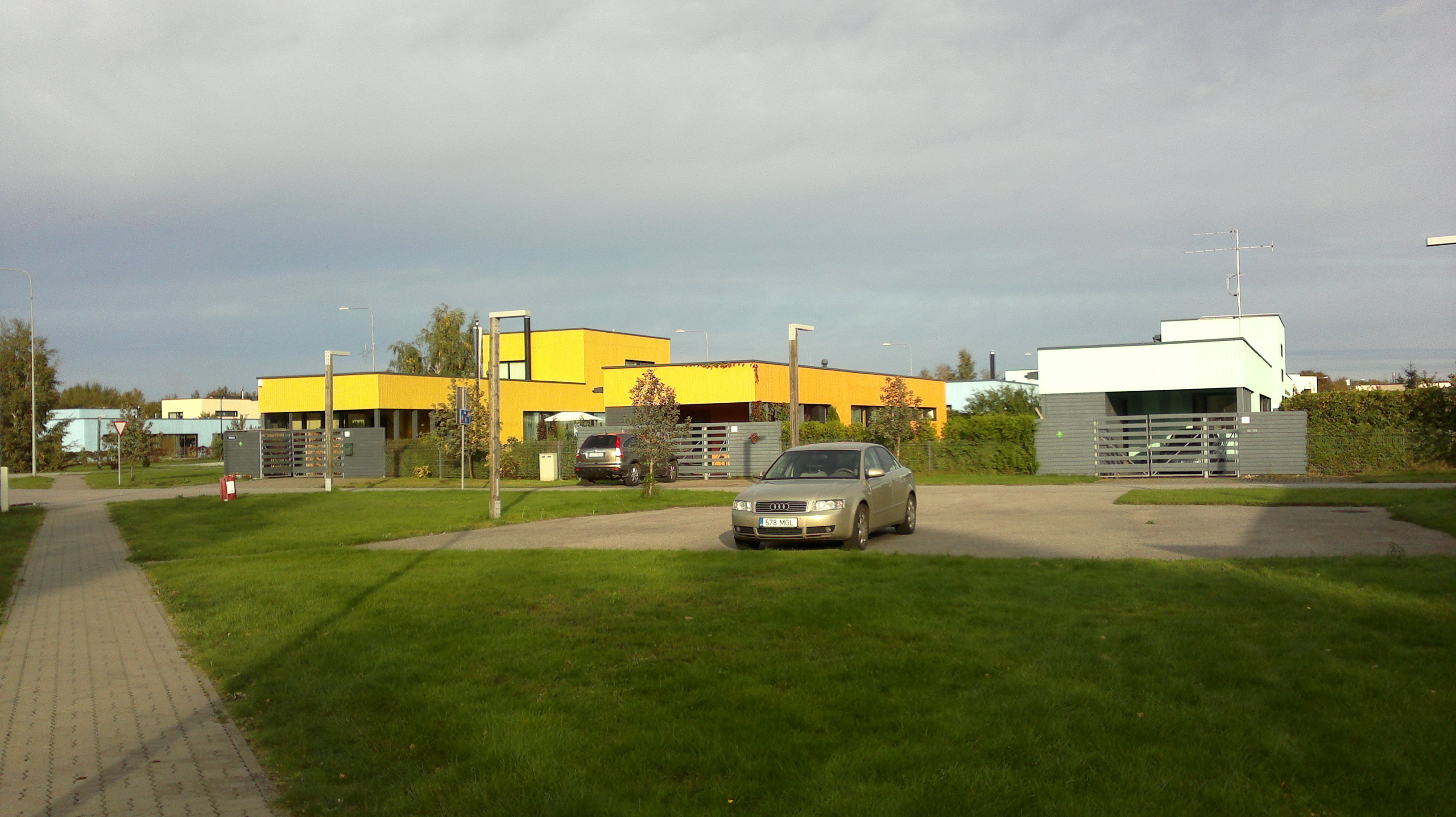
Huizen aan de Abara tänav

In 1515 wordt voor het eerst melding gemaakt van het dorp Vismeistri. Het werd pas in 1975 bij Tallinn gevoegd.
De wijk bestaat vooral uit vrijstaande huizen met veel groen ertussen. Vismeistri was een tijdlang een van de weinige wijken van Tallinn die snel groeiden, maar inmiddels is de groei aan het afvlakken. Het volgende staatje laat dat zien:
| Jaar            | 2010  | 2011  | 2012  | 2014  | 2016  | 2020  |
| --------------- | ----- | ----- | ----- | ----- | ----- | ----- |
| Aantal inwoners | 1.399 | 1.517 | 1.754 | 1.821 | 1.884 | 1.967 |

Door de wijk loopt het beekje Tiskre oja, dat stroomafwaarts uitmondt in de Baai van Kakumäe.
Een van de weinige bedrijven in de wijk is Sunorek, dat gordijnen produceert.

## Vervoer
Grote wegen zijn de Vabaõhumuuseumi tee (‘Openluchtmuseumweg’), die de grens met Kakumäe vormt, de Vana-Rannamõisa tee op de grens met Pikaliiva, de Tallinna–Rannamõisa–Kloogaranna tee langs de gemeentegrens met Harku, en de Kakumäe tee, die dwars door de wijk naar Kakumäe gaat.
Vismeistri wordt bediend door een buslijn tussen Väike-Õismäe en Kakumäe.